# Somnis elèctrics
Somnis elèctrics (títol original: Electric Dreams) és una pel·lícula estatunidenco-britànica estrenada l'any 1984 i realitzat per Steve Barron. La història és a la vegada ciència-ficció i comèdia romàntica, ja que presenta un triangle amorós entre un home, una dona i un ordinador domèstic.
En els crèdits finals, la pel·lícula és dedicada a la memòria de l'UNIVAC I.
Ha estat doblada al català.

## Argument
Miles Harding acaba de traslladar-se. És arquitecte i treballa en la creació d'un nou tipus de totxos resistents als tremolors de terra. Per l'ajudar-lo en el seu treball, decideix comprar un ordinador última generació. L'equipa amb alguns perifèrics i el programa per deixar-lo treballant sol en la seva absència. Quan Miles vessa accidentalment xampany sobre el seu ordinador, aquest queda dotat de pensament i de sentiments equiparables a un ésser viu.
Al mateix temps, Miles coneix la seva nova veïna, l'encantadora Madeline, que toca el violoncel. La història gira cap a un triangle amorós oposant Miles i el seu ordinador per la conquesta de Madeline.

## Al voltant de la pel·lícula
Pel·lícula musical sense que es pugui pròpiament parlar d'una comèdia musical, transposició moderna del Cyrano de Bergerac de Edmond Rostand en l'univers de la domòtica tot just als seus inicis, se sent fortament la influència de Steve Barron, un dels més grans realitzadors de vídeo clip dels anys 1980, landa sonora del qual va inundar durant molt de temps els charts de tot el món sovint amb més èxit que la mateixa pel·lícula. Vint anys abans la generalització de internet i de les xarxes socials, apareix la noció de connectivitat dels ordinadors a través del món.

## Repartiment
- Lenny Von Dohlen: Miles Harding
- Virginia Madsen: Madeline Robistat
- Bud Cort: l'ordinador
- Maxwell Caulfield: Bill
- Don Fellows: el Sr. Riley
- Alan Polonsky: Frank
- Mary Doran: Millie
- Wendy Miller: venedora d'ordinadors
- Harry Rabinowitz: cap d'orquestra
- Miriam Margoyles: venedora de tickets
- Diana Choy: caixera de la botiga
- Regina Walden: veïna
- Lisa Vogel: guia de la presó

## Banda original
1. Electric Dreams - (O'Dowd/Pickett) - P.P. Arnold - 4:23
2. Video! - (Lynne) - Jeff Lynne - 3:26
3. The Dream - (O'Dowd/Craig/Hay/Moss) - Cultura Club - 2:32
4. The Duel - (Moroder) - Giorgio Moroder (basat en el Menuet en sòl major (BWV Anh 114) de Bach) - 3:49
5. Now You're Mine - (St. John/Lemorande) - Helen Terry (en) - 4:05
6. Love Is Love - (O'Dowd/Craig/Hay/Moss) - Culture Club - 3:53
7. Chase Runner - (Marsh/Ware/Gregory) - Heaven 17 - 3:00
8. Let it Run - (Lynne) - Jeff Lynne - 3:22
9. Madeline's Theme - (Moroder) - Giorgio Moroder - 2:19
10. Together in Electric Dreams - (Oakey/Moroder) - Philip Oakey & Giorgio Moroder - 3:53

## Nominacions
- BAFTA a la millor cançó original 1985 per Giorgio Moroder per la cançó "Together in Electric Dreams".